# Climie Fisher
Climie Fisher was een Brits popduo uit de jaren 80, dat korte tijd populair was en enkele hits scoorde.
Climie Fisher bestond uit Simon Climie (die vooral bekend was als de schrijver van de hit I knew you were waiting (for me) van Aretha Franklin en George Michael) en Rob Fisher, voormalig toetsenist van de groep Naked Eyes.
In het najaar van 1987 scoorde het duo hun eerste hit met Love changes (everything). Begin 1988 scoorden ze in Nederland een nummer 1-hit in de Nationale Hitparade Top 100, op vrijdag 12 februari 1988 de Veronica Alarmschijf op Radio 3 en een nummer 4 notering in de Nederlandse Top 40 met Rise to the occasion (hiphop mix). De single was oorspronkelijk een ballad, maar werd in de hiphop-mix uitvoering een hit.
Na het succes van Rise to the occasion scoorde het duo geen hits meer en in 1990 ging het duo uit elkaar. Simon Climie werd een succesvol producent en bracht solo enkele platen uit. Rob Fisher ging zich bezighouden met het produceren. Hij overleed op 25 augustus 1999 op 42-jarige leeftijd.

## Discografie

### Albums
| Album met eventuele hitnotering(en) in de Nederlandse Album Top 100 | Datum van verschijnen | Datum van binnenkomst | Hoogste positie | Aantal weken | Opmerkingen |
| ------------------------------------------------------------------- | --------------------- | --------------------- | --------------- | ------------ | ----------- |
| Everything                                                          | 1987                  | 27-02-1988            | 13              | 12           |             |
| Coming in for the Kill                                              | 1989                  | -                     |                 |              |             |

### Singles
| Single met eventuele hitnotering(en) in de Nederlandse Top 40 | Datum van verschijnen | Datum van binnenkomst | Hoogste positie | Aantal weken | Opmerkingen                                                         |
| ------------------------------------------------------------- | --------------------- | --------------------- | --------------- | ------------ | ------------------------------------------------------------------- |
| Love Changes (Everything)                                     | 1987                  | 24-10-1987            | 20              | 4            | #30 in de Nationale Hitparade Top 100                               |
| Rise to the Occasion (Hiphop mix)                             | 1988                  | 20-02-1988            | 4               | 10           | #1 in de Nationale Hitparade Top 100 / Veronica Alarmschijf Radio 3 |
| This Is Me                                                    | 1988                  | 11-06-1988            | tip11           | -            | #34 in de Nationale Hitparade Top 100                               |
| Soul Inspiration                                              | 1992                  | -                     |                 |              | #44 in de Nationale Top 100                                         |

| Single met hitnotering(en) in de Vlaamse Ultratop 50 | Datum van verschijnen | Datum van binnenkomst | Hoogste positie | Aantal weken | Opmerkingen |
| ---------------------------------------------------- | --------------------- | --------------------- | --------------- | ------------ | ----------- |
| Love Changes (Everything)                            | 1987                  | 07-11-1987            | 29              | 4            |             |
| Rise to the Occasion (Hiphop mix)                    | 1988                  | 27-02-1988            | 6               | 9            |             |
| This Is Me                                           | 1988                  | 18-06-1988            | 26              | 5            |             |

- Bibliothèque nationale de France: cb139025558 (data)
- Gemeinsame Normdatei: 10289602-1
- International Standard Name Identifier: 0000 0001 2342 8251
- MusicBrainz: 3f1f765d-8b6a-403f-a953-5a828a87ae28
- Virtual International Authority File: 149710549